# 1830 Pogson
1830 Pogson è un asteroide della fascia principale. Scoperto nel 1968, presenta un'orbita caratterizzata da un semiasse maggiore pari a 2,1884237 au e da un'eccentricità di 0,0563117, inclinata di 3,95404° rispetto all'eclittica.
L'asteroide è dedicato all'astronomo inglese Norman Robert Pogson.
Nel 2007 ne è stata scoperta la probabile natura binaria, senza tuttavia assegnare un nome pur provvisorio al satellite. Le due componenti del sistema, distanti tra loro 18 km, avrebbero dimensioni di circa 7,89 e 2,52 km. Il satellite orbiterebbe attorno al corpo principale in 1,01 giorni.